# سیارک ۵۵۴۶
سیارک ۵۵۴۶ (به انگلیسی: 5546 Salavat، نامگذاری:1979YS) پنج هزار و پانصد و چهل و ششمین سیارک کشف شده‌است که در ۱۸ دسامبر ۱۹۷۹ کشف شد.
قدر مطلق سیارک برابر ۱۲٫۶۰ است.